# Palmarès del Real Zaragoza
Il Real Zaragoza, noto in Italia come Real Saragozza o Saragozza, è un club calcistico spagnolo con sede a Saragozza, dove fu fondato il 18 marzo 1932.
In ambito nazionale ha ottenuto quale miglior piazzamento il secondo posto in campionato nella stagione 1974-1975, mentre in ambito europeo si registra la vittoria della Coppa delle Coppe 1994-1995, risultando in tal modo una delle cinque squadre europee (insieme a Bayer Leverkusen, Parma, West Ham Utd e Villarreal) ad avere vinto una competizione ufficiale UEFA senza essersi mai laureata campione nazionale. Los Blanquillos possono vantare anche la conquista della Coppa delle Fiere 1963-1964.

## Competizioni nazionali

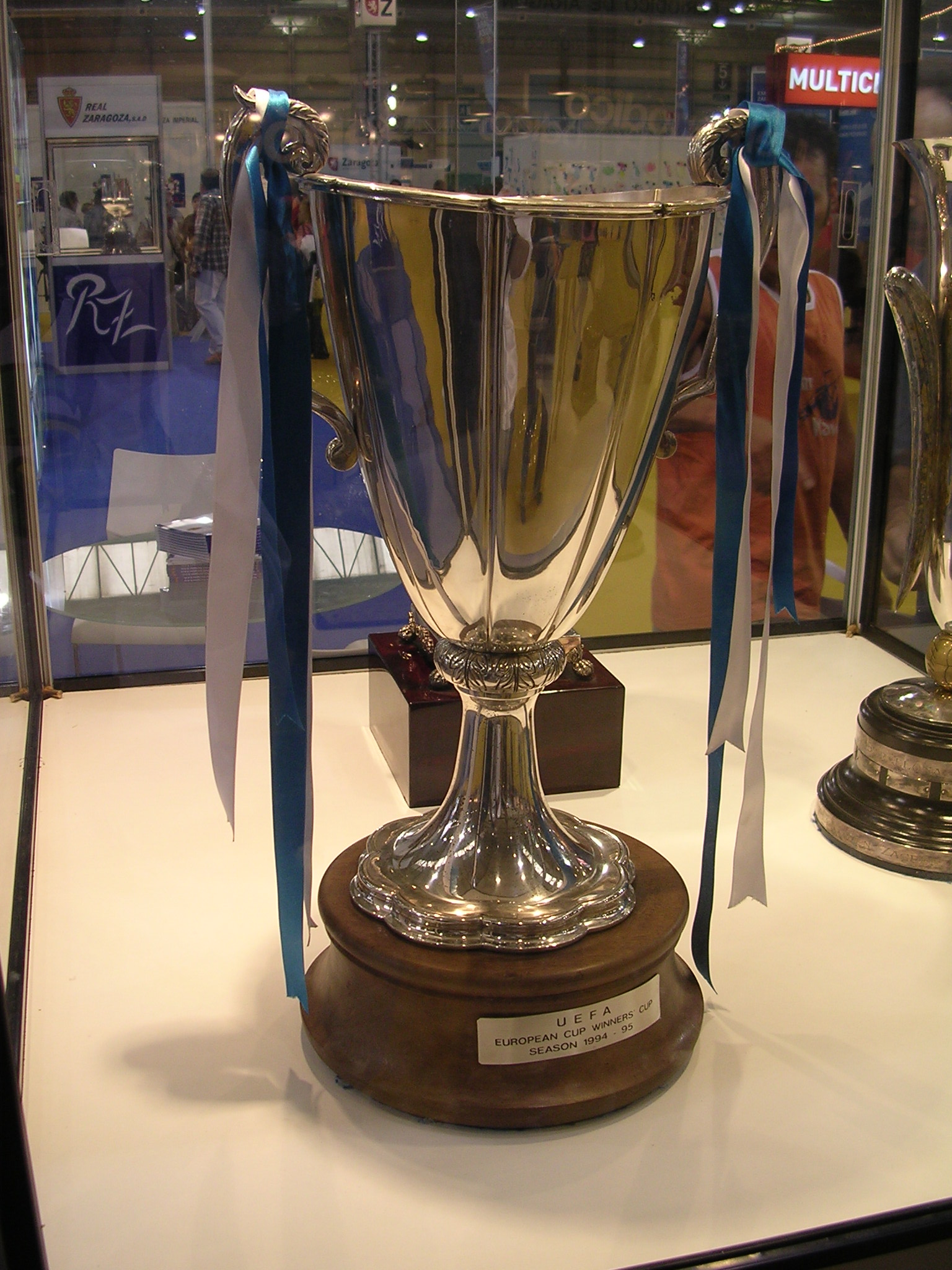
La Coppa delle Coppe

- Coppa di Spagna: 6

1963-1964, 1965-1966, 1985-1986, 1993-1994, 2000-2001, 2003-2004
- Supercoppa di Spagna: 1

2004
- Campionato spagnolo di seconda divisione: 2

1935-1936, 1977-1978
- Tercera División: 2

1933, 1934

## Competizioni internazionali
- Coppa delle Coppe: 1

1994-1995
- Coppa delle Fiere: 1

1963-1964

## Competizioni giovanili
- División de Honor Juvenil de Fútbol: 1

2018-2019

## Altri piazzamenti
- Campionato spagnolo:

Secondo posto: 1974-1975
Terzo posto: 1960-1961, 1964-1965, 1973-1974, 1993-1994
- Coppa di Spagna:

Finalista: 1962-1963, 1964-1965, 1975-1976, 1992-1993, 2005-2006
Semifinalista: 1940, 1961-1962, 1969-1970, 1974-1975, 1984-1985, 1997-1998
- Supercoppa di Spagna:

Finalista: 1994, 2001
- Copa de la Liga:

Semifinalista: 1983, 1986
- Segunda División:

Secondo posto: 1928-1929, 1935-1936 (gruppo I), 1941-1942 (gruppo II), 1950-1951 (gruppo I), 2002-2003
Terzo posto: 1934-1935 (gruppo II), 1954-1955 (gruppo I), 1955-1956 (gruppo I), 1971-1972, 2008-2009, 2017-2018, 2019-2020
- Coppa delle Coppe:

Semifinalista: 1964-1965, 1986-1987
- Coppa delle Fiere:

Finalista: 1965-1966
- Supercoppa UEFA:

Finalista: 1995